# Birchbox
Birchbox — служба ежемесячной онлайн-подписки, которая отправляет своим подписчикам коробку с четырьмя-пятью выбранными образцами косметических товаров. Продукция включает средства по уходу за кожей, парфюмерию, продукты на органической основе и другую косметику.

## История
Birchbox был основан в сентябре 2010 года Катей Бошам и Хейли Барна, выпускницами Гарвардской школы бизнеса. В октябре 2010 года финансирование Birchbox началось с 1,4 миллиона долларов от инвесторов, включая First Round и Accel Partners.
В августе 2011 года Birchbox получила 10,5 миллионов долларов в рамках серии финансирования A.
В апреле 2014 года Birchbox привлек $60 млн в рамках финансирования серии B под руководством Viking Global Investors, в котором приняли участие First Round Capital, Accel Partners, Aspect Partners и Consigliere Brand Capital. В июле 2014 года Birchbox открыла свой первый физический магазин в районе Сохо в Нью-Йорке. По состоянию на 2014 год компания оценивалась в 485 миллионов долларов. В октябре Birchbox заключила партнерское соглашение с Soldsie, чтобы запустить свой первый магазин в Instagram. Магазин позволяет пользователям Instagram, заинтересованным в продуктах Birchbox, совершать покупки напрямую через соцсеть, оставляя комментарий к фотографии с хэштегом #birchboxcart.
В 2015 году соучредительница Хейли Барна ушла с должности co-CEO компании и присоединилась к фирме First Round Capital в качестве венчурного партнера.
По состоянию на май 2018 года Birchbox привлекла в общей сложности почти 90 миллионов долларов финансирования. В октябре миноритарный пакет акций Birchbox был приобретен Walgreens.
По состоянию на май 2019 года в Birchbox работало 230 сотрудников.
В январе 2020 года компания сократила 70% персонала.
В октябре 2021 года Birchbox была приобретена FemTec (стартапом в области здравоохранения) за 45 000 000 долларов США.
Создатель контента для социальных сетей подписал соглашение с Birchbox в мае 2022 года, и по состоянию на 24 января ему не выплатили причитающиеся 2500 долларов, несмотря на несколько электронных писем в компанию. В электронном письме, полученном Retail Dive от 4 октября по поводу непогашенного платежа, директор по маркетингу FemTec Гейл Бок сообщила: «Компания привлекает ещё один раунд финансирования, и пока он не закрыт, обновлений нет». Создатель контента не ответил на запросы о комментариях на момент публикации.
Веб-сайт компании больше не работает и выдает сообщение об ошибке «развертывание отключено». Судя по скриншотам, сделанным Retail Dive 25 января, веб-сайт компании в то время все ещё был активен, и пользователи могли просматривать товары. Однако клиенты не смогли оформить заказ и получали сообщение о технических трудностях.
Веб-сайт теперь полностью отключен, и скриншоты из интернет-архива Wayback Machine показывают, что это началось приблизительно в феврале 2023 года.

## Услуги и товары
По состоянию на январь 2021 года у Birchbox 300 тысяч подписчиков и 500 тысяч активных клиентов. Концепция Birchbox заключается в том, чтобы потребитель после использования образца приобрел любой понравившийся продукт на веб-сайте Birchbox. По состоянию на 2021 год около 5% подписчиков Birchbox совершали полноценные покупки. После подписки клиент проходит опрос, называемый «профилем красоты». Цель — настроить будущий выбор образцов в соответствии предпочтениями клиента.